# Bharat Earth Movers Limited
Bharat Earth Movers Limited (BEML) je indický státní podnik (Public Sector Undertaking), se sídlem v Béngalúru. Vyrábí velké množství výrobků, hlavně těžké stroje, dopravní prostředky, těžební zařízení apod. Orientuje se také na stavebnictví, energetiku a zemědělství.
Společnost vznikla roku 1964 a 1. ledna 1965 zahájila výrobu. Do roku 1992 patřila celá indickému ministerstvu obrany, poté však vláda prodala 25 % akcií společnosti. BEML je druhý největší výrobce ve své oblasti v Asii a v současné době kontroluje 70 % indického trhu. S akciemi společnosti se obchoduje na indické národní burze National Stock Exchange of India a na burze v Bombaji.
BEML má své závody v Kolar Gold Fields a Mysore. Po celé Indii má pak spoustu dalších provozoven.
V závodech této společnosti vyrobilo konsorcium několika firem v čele s Mitsubishi soupravy pro metro v Dillí.